# 阿部正笃
阿部正笃（日语：／ Abe Masaatsu，1801年10月10日—1843年4月16日），日本江户时代末期大名。陆奥国白河藩第2代藩主。忠秋系阿部家10代。

## 生涯
享和元年（1801年）9月3日出生，松平赖兴（纪州藩主德川宗将五男）之子。幼名房丸。
文政6年（1823年），前任藩主阿部正权去世，作为养子继承了藩主。但是由于身体病弱，天保2年（1831年）11月20日将家督让给养子正瞭（大河内松平信明九男）后隐居，天保14年（1843年）3月17日去世，享年43岁。